# Combustión espontánea humana

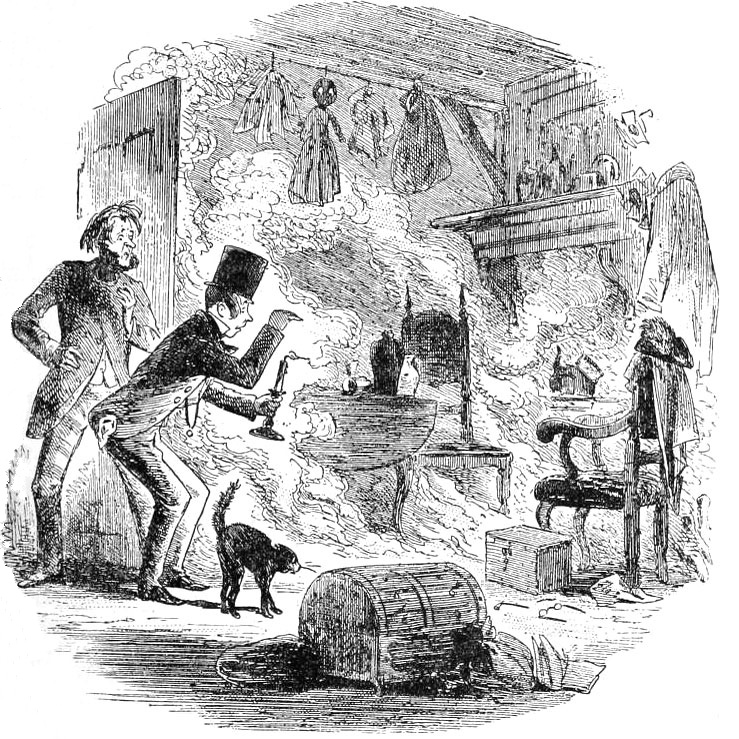
Representación del descubrimiento de un caso de combustión espontánea humana en Bleak House

El término combustión espontánea humana (SHC por sus siglas en inglés: Spontaneous Human Combustion) se utiliza para describir el concepto pseudocientífico de la combustión de un cuerpo humano vivo (o recientemente fallecido) sin una fuente externa aparente de ignición, y en el cual dicho cuerpo quedan reducido a cenizas casi en su totalidad. También se utiliza la abreviatura CHE y los términos Ignición espontánea humana, combustibilidad humana extraordinaria, combustibilidad humana preternatural y —menos frecuentemente— autocombustión humana.
Aunque existen multitud de hipótesis sobre la combustión espontánea, el consenso científico actual es que los supuestos casos de SHC involucran fuentes externas de ignición que han sido pasadas por alto en conjunto con el efecto mecha, en el que la ropa o algún tipo de tela que cubre un cuerpo empieza a arder lentamente por efecto de una chispa o llama tenue. Mientras la tela arde, la grasa corporal se derrite y es absorbida por la misma ropa o tela ya carbonizada, lo que actúa como la mecha de una vela, produciendo así una llama suave y estable. Este tipo de llama puede arder por horas y carbonizar las partes del cuerpo en contacto con la tela sin llegar a afectar el resto del cuerpo.

## Historia y descripción del fenómeno

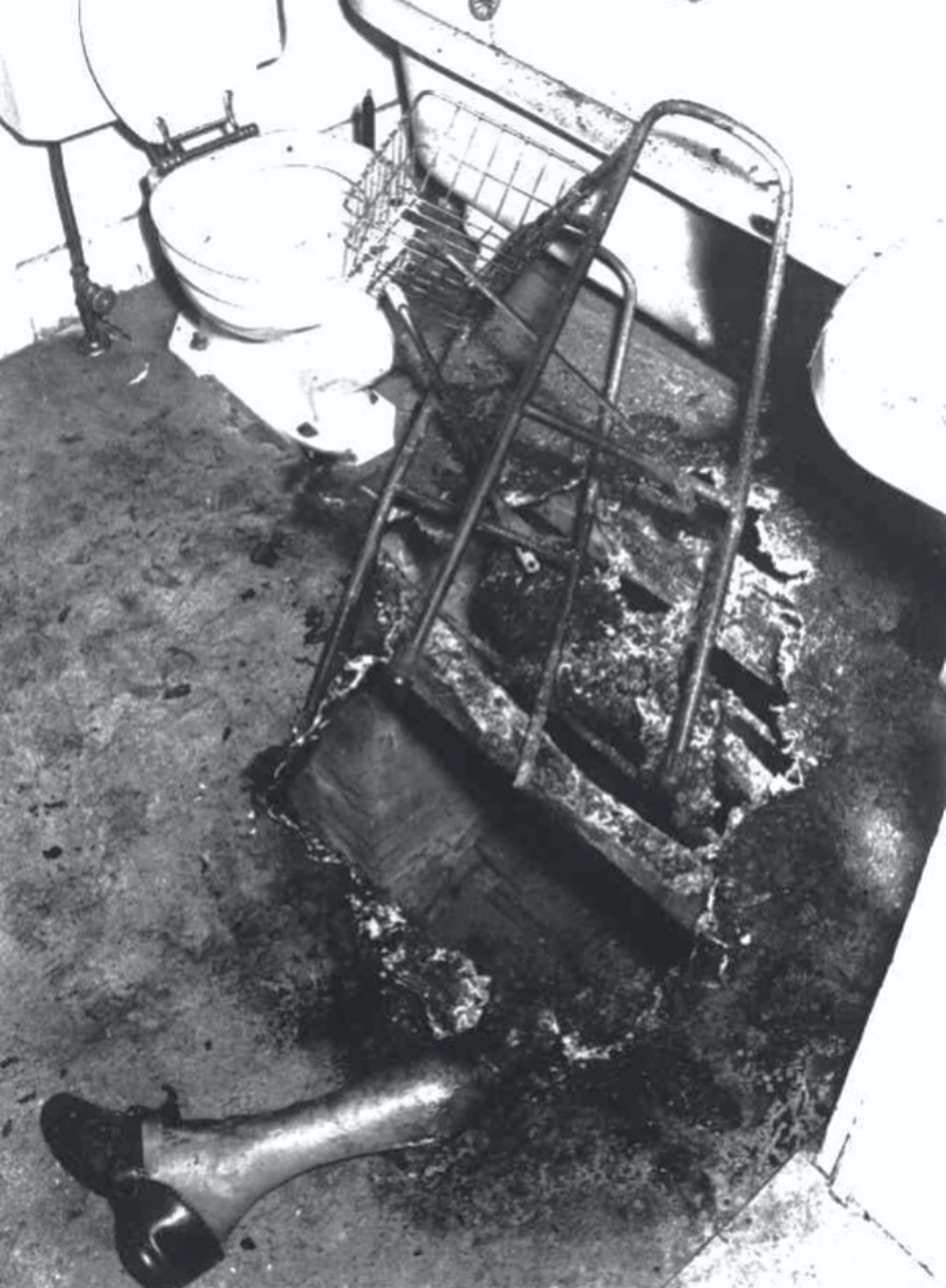
Extraña escena de muerte de John Irving Bentley, una presunta víctima de combustión.

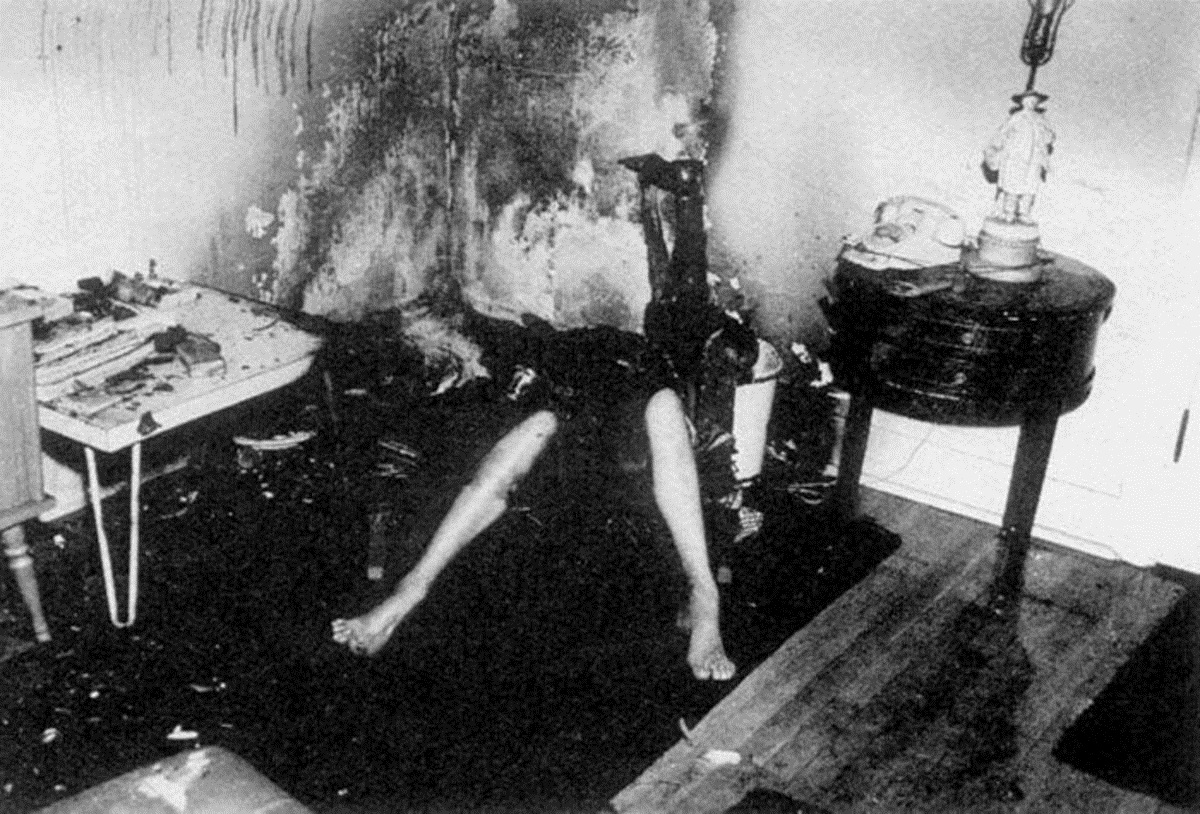
Escena de muerte de Helen Conway, Pennsylavnia, 1964.

El uso del término "combustión humana espontánea" se refiere a la muerte por fuego que se origina sin una fuente externa aparente de ignición; la creencia consiste en que el fuego comienza dentro del cuerpo de la víctima. Esta idea y el término "combustión humana espontánea" fueron propuestos por primera vez en 1746 por Paul Rolli, miembro de la Royal Society, en un artículo publicado en Philosophical Transactions sobre la misteriosa muerte de la condesa Cornelia Zangheri Bandi.
Escribiendo en The British Medical Journal en 1938, el forense Gavin Thurston describe el fenómeno diciendo que este "aparentemente atrajo la atención no solo de la profesión médica sino también del laicado hace cien años" (refiriéndose a un relato ficticio publicado en 1834 en el círculo de Frederick Marryat).
En su libro de 1995 "Ablaze!", Larry E. Arnold, director de ParaScience International, escribió que existían alrededor de 200 informes de combustión humana espontánea en todo el mundo durante un período de alrededor de 300 años.

El tema recibió cobertura en el British Medical Journal en 1938. Un artículo de L. A. Parry citó un libro publicado en 1823 con título "Medical Jurisprudence" (Jurisprudencia médica), que afirmaba que los puntos en común entre los casos registrados de combustión humana espontánea incluían las siguientes características:
"[...]los casos registrados tienen estas cosas en común:
1. Las víctimas son alcohólicos crónicos;
2. Suelen ser mujeres de edad avanzada;
3. El cuerpo no se ha quemado espontáneamente, sino que alguna sustancia encendida ha entrado en contacto con él;
4. Las manos y los pies suelen caerse;
5. El fuego ha causado muy pocos daños a las cosas combustibles en contacto con el cuerpo;
6. La combustión del cuerpo ha dejado un residuo de cenizas grasientas y fétidas, de olor muy desagradable.” 

La relación con el alcoholismo es una temática común en las primeras referencias literarias de SHC, en parte porque algunos médicos y escritores de la época victoriana creían que la combustión humana espontánea era resultado del alcoholismo.
En la mayoría de los casos atribuidos a la SHC, las víctimas han sido encontradas totalmente reducidas a cenizas en su vivienda, aunque la habitación y los objetos a su alrededor presentan poco o ningún daño causado por fuego. En ocasiones, el fuego ha consumido completamente la mayor parte del cuerpo a excepción de algunas partes, quedando entre los restos fragmentos de hueso e incluso pies o brazos.
El estado de los restos de estas personas es muy diferente de aquel en que comúnmente se encuentran los restos de personas víctimas de incendios domésticos, cuyos cuerpos no se reducen a cenizas sino que permanecen completos, si bien carbonizados, y presentando incluso tejidos intactos.
Los defensores de la existencia de este fenómeno contabilizan alrededor de 200 casos desde el siglo XVIII. Sin embargo, en la mayoría de los casos apenas hubo una investigación sobre las circunstancias que lo rodearon, y muchos de ellos se basan en testimonios de segunda o tercera mano y se carece de datos tan básicos como el nombre de la víctima o la fecha del incidente.
El neurólogo Steven Novella ha dicho que el escepticismo sobre la combustión humana espontánea se está expandiendo, convirtiéndose en un escepticismo acerca de todas las formas de combustión espontánea en general.

## Investigación científica
Se han realizado diversas investigaciones relacionadas al tema tanto para evaluar la plausibilidad de fenómenos como para encontrar posibles explicaciones del mismo.
Un estudio de 2002 realizado por Angi M. Christensen de la Universidad de Tennessee incineró muestras sanas y osteoporóticas de huesos humanos y comparó los cambios de color y la fragmentación resultantes. El estudio encontró que las muestras de hueso osteoporótico "mostraban constantemente más decoloración y un mayor grado de fragmentación que las sanas". El mismo estudio encontró que cuando se quema tejido humano, la llama resultante produce pequeñas cantidades de calor, lo que hace poco probable que el fuego se propague a partir del tejido quemado hacia otros materiales cercanos.

### Investigaciones de Nickell y Fischer
En 1984, el investigador científico Joe Nickell y el analista forense John F. Fischer llevaron a cabo un extenso proyecto de investigación de dos años, que involucró la revisión de treinta casos históricos de presunta SHC. Su extenso informe de dos partes se publicó en la revista de la Asociación Internacional de Investigadores de Incendios Provocados, : 3–11 así como formando parte de un libro sobre temáticas sobrenaturales.
Nickell ha escrito con frecuencia sobre el tema, ha hecho apariciones en documentales de televisión, realizado investigaciones adicionales y dado conferencias en la Academia de Ciencias del Fuego del Estado de Nueva York en Montour Falls, Nueva York, como instructor invitado.
Las investigaciones de Nickell y Fischer, analizaron casos de los siglos XVIII, XIX y XX, y mostraron que los cuerpos quemados estaban cerca de fuentes plausibles de ignición: velas, lámparas, chimeneas, etc. Tales fuentes a menudo se omitieron de los relatos publicados de estos incidentes, presumiblemente para profundizar el aura de misterio que rodeaba una muerte aparentemente "espontánea". Las investigaciones también encontraron que había una correlación entre las supuestas muertes de SHC y la intoxicación de la víctima (u otras formas de incapacitación) que posiblemente podrían haber causado que fueran descuidados e incapaces de responder adecuadamente a un accidente. Donde la destrucción del cuerpo no fue particularmente extensa, una fuente primaria de combustible podría haber sido plausiblemente la ropa de la víctima o una cubierta como una manta o un edredón.
Sin embargo, en los casos en los que la destrucción es extensa, existen fuentes de combustible adicionales involucradas, como relleno de sillas, revestimientos para pisos, el propio piso y otras similares. Los investigadores describieron cómo dichos materiales ayudaron a retener la grasa derretida, lo que provocó que una mayor parte del cuerpo se quemara y destruyera, produciendo aún más grasa licuada, en un proceso cíclico conocido como "efecto mecha" o "efecto vela".
Según la investigación de Nickell y Fischer, los objetos cercanos a menudo permanecían intactos porque el fuego tiende a arder hacia arriba, pero arde lateralmente con cierta dificultad. Los incendios en cuestión son relativamente pequeños, logrando una destrucción considerable por el efecto de la mecha, y los objetos relativamente cercanos pueden no estar lo suficientemente cerca como para incendiarse (al igual que uno puede acercarse a una fogata modesta sin quemarse). Al igual que con otros misterios, Nickell y Fischer advierten contra "una explicación única y simplista para todas las muertes por quemaduras inusuales", y en su lugar instan a investigar cada caso "sobre una base individual". : 169 

### Experimentos de J.D. De Haan
Si bien el efecto mecha logra explicar el origen de la fuente de combustión, el hecho de que los huesos se reduzcan a cenizas presentaba un misterio. Incluso en los modernos crematorios, que trabajan con temperaturas de 870-980 °C, los huesos no se consumen completamente y tienen que ser molidos. Los experimentos de J.D. De Haan, del Instituto Criminalista de California, lograron demostrar que aunque esta temperatura es mucho menor que la utilizada en hornos crematorios, en estos la temperatura está optimizada para incinerar un cuerpo en poco tiempo, y temperaturas menores pueden conseguir el mismo efecto si actúan durante bastante tiempo.
J. D. De Haan, experto forense en incendios y autoridad sobre el efecto mecha, ha estudiado, explicado y reproducido el efecto con éxito y divulgado sus experimentos en documentales para la BBC y National Geographic Channel.
En el experimento de De Haan, un cerdo fue envuelto en una manta y situado en una habitación simulada. Se vertió una pequeña cantidad de gasolina sobre la manta para iniciar el fuego. Tras prender la gasolina, los investigadores dejaron arder la manta por sí misma. La temperatura del fuego fue medida regularmente y era de solo unos 800 °C. A medida que el fuego quemaba la piel del cerdo, su grasa subcutánea se derretía, fluyendo hasta la manta. La médula ósea, que contiene gran cantidad de grasa, también contribuyó al fuego. El mobiliario de alrededor no sufrió daños, aunque se fundió la carcasa de plástico de un televisor situado sobre un aparador. El fuego hubo de ser apagado manualmente después de siete horas, cuando la mayor parte del cuerpo del cerdo había sido reducida a cenizas.
Con este experimento, los investigadores de la BBC explicaron las siguientes características de la combustión espontánea:
- El fuego está altamente localizado: las llamas tenían menos de 50 cm de alto, por lo que el fuego normalmente no se propaga a los muebles cercanos.
- El cuerpo resulta severamente quemado: el fuego, relativamente no muy caliente, puede arder durante un largo periodo de tiempo, como ocurrió, al ser alimentado por la propia grasa corporal de la víctima, lo que explica por qué el cuerpo puede arder durante tanto tiempo.
- Los electrodomésticos situados sobre aparadores o similares no se incendian: el fuego calentó continuamente el aire y produjo una corriente de convección, pero los objetos circundantes no se quemaron, fueron solamente afectados como en los escenarios conocidos: derretimientos de plásticos, etc.

## Explicaciones sugeridas
El consenso científico es que los incidentes que podrían parecer combustión espontánea de hecho tuvieron una fuente externa de ignición, y que la combustión humana espontánea sin una fuente de ignición externa es extremadamente inverosímil. Sin embargo se han presentado varias hipótesis pseudocientíficas que pretenden explicar cómo podría ocurrir la SHC sin una fuente de llama externa.
La explicación más probable de la mayoría de los casos es el efecto mecha, en el que la ropa o algún tipo de tela que cubre un cuerpo empieza a arder lentamente por efecto de una chispa o llama tenue. Mientras la tela arde, la grasa corporal se derrite y es absorbida por la misma ropa o tela ya carbonizada, lo que actúa como la mecha de una vela, produciendo así una llama suave y estable. Este tipo de llama puede arder por horas y carbonizar las partes del cuerpo en contacto con la tela sin llegar a afectar el resto del cuerpo.
Benjamin Radford, escritor científico y editor adjunto de la revista científica Skeptical Inquirer, pone en duda la plausibilidad de la combustión humana espontánea: "Si la SHC es un fenómeno real (y no el resultado de una persona anciana o enferma estando demasiado cerca de una fuente de ignición), ¿por qué no ocurre con más frecuencia? Hay 5 mil millones de personas en el mundo [ ⁠hoy en 1987 ⁠] y, sin embargo, no vemos informes de personas que se incendian mientras caminan por la calle, asisten a partidos de fútbol o toman un café en un Starbucks local".

### Explicaciones naturales
- Casi todos los casos postulados de SHC involucran a personas con poca movilidad debido a la edad avanzada u obesidad, junto con mala salud.  Las víctimas muestran una alta probabilidad de haber muerto mientras dormían o de no haber podido moverse una vez que se incendiaron.[32]
- A menudo se considera que fumar es la fuente del fuego. Las causas naturales, como ataques al corazón, pueden provocar la muerte de la víctima y, posteriormente, la caída del cigarrillo, que después de un período de combustión lenta puede encender la ropa de la víctima.[33]
- La hipótesis del "efecto mecha" sugiere que una pequeña fuente de llama externa, como un cigarrillo encendido, carboniza la ropa de la víctima en un lugar, separando la piel y liberando grasa subcutánea, que a su vez es absorbida por la ropa quemada, provoca que esta actúe como una mecha. Esta combustión puede continuar de forma constante mientras haya combustible disponible. Esta hipótesis se ha probado con éxito con tejido de cerdo y es consistente con la evidencia recuperada de casos de combustión humana.[34][35] El cuerpo humano normalmente tiene suficiente energía almacenada en grasa y otras reservas químicas para quemar completamente el cuerpo; incluso las personas delgadas tienen varios kilogramos de grasa en sus tejidos. Esta grasa, una vez calentada por la ropa ardiente, se impregna en la ropa de la misma manera que la cera de una vela se introduce en la mecha de una vela encendida, proporcionando el combustible necesario para mantener la mecha encendida. La proteína en el cuerpo también quema, pero proporciona menos energía que la grasa, siendo el agua en el cuerpo el principal impedimento para la combustión. Sin embargo, la combustión lenta, que dura horas, da tiempo para que el agua se evapore lenta y gradualmente. En un área cerrada, como una casa, esta humedad se volverá a condensar cerca, posiblemente en las ventanas. Los pies normalmente no se queman porque a menudo tienen menos grasa; las manos también tienen poca grasa, pero pueden quemarse si se encuentran apoyadas en el abdomen, que proporciona toda la grasa necesaria para la combustión.[36]
- Las escaldaduras pueden causar lesiones similares a quemaduras, que a veces provocan la muerte, sin prender fuego a la ropa. Aunque no es aplicable en los casos en que el cuerpo está carbonizado y quemado, esto se ha sugerido como causa en al menos un supuesto evento de SHC.[37]
- Brian J. Ford ha sugerido que la cetosis, posiblemente causada por el alcoholismo o una dieta baja en carbohidratos, produce acetona, que es altamente inflamable y, por lo tanto, podría conducir a una combustión aparentemente espontánea.[38][39]
- Casos de suicidio por  autoinmolación pueden ser confundidos con eventos de SHC. En Occidente, la autoinmolación representa el 1 % de los suicidios,[40] mientras que Radford afirma que en los países en desarrollo la cifra puede llegar al 40 %.[41]
- A veces hay explicaciones razonables para las muertes, pero los defensores de la existencia de la SHC suelen ignorar las autopsias oficiales y la evidencia contradictoria en favor de relatos anecdóticos y testimonios personales.[33][37][42]
- Inhalar/digerir fósforo en diferentes formas puede causar la formación de fosfina la cual puede autoencenderse.[43]

### Explicaciones paranormales y teorías alternativas
- Larry E. Arnold en su libro "Ablaze!" de 1995 propuso una nueva partícula subatómica pseudocientífica, a la que llamó "pirotrón".[44] : 99–106 [45] Arnold también afirma que la inflamabilidad de un cuerpo humano podría aumentar por ciertas circunstancias, como el aumento de alcohol en la sangre.[44] : 84 [45] Propuso además que el estrés extremo podría ser el desencadenante que inicia muchas combustiones.[44] : 163 [45] Y que, según él,  posible que este proceso no utilice oxígeno externo para propagarse por todo el cuerpo, ya que puede no ser una reacción de "oxidación-reducción"; sin embargo, no propone ningún mecanismo de reacción alternativo. El investigador Joe Nickell ha criticado las hipótesis de Arnold por basarse en pruebas selectivas y argumentos de ignorancia.[45] En 1996, en un artículo de Fortean Times, Ian Simmons dijo al respecto: "No hay, sin embargo, ninguna evidencia para tal partícula e inventarla simplemente para explicar la combustión espontánea no es buen candidato para explicar el fenómeno".[46]
- En su libro "Fire from Heaven" de 1976, el escritor británico Michael Harrison sugiere que la SHC está relacionada con la actividad poltergeist porque, argumenta, "la fuerza que activa el 'poltergeist' se origina y es suministrada por un ser humano". Dentro del resumen final, Harrison escribe: "la SHC, fatal o no fatal, pertenece a la amplia gama de fenómenos poltergeist".[47]
- John Abrahamson sugirió que la existencia de rayos globulares podría explicar la combustión humana espontánea. "Esto es solo circunstancial, pero la carbonización de las extremidades humanas que se observa en varios casos de relámpagos es [sic] muy sugerente de que este mecanismo también puede haber ocurrido donde las personas han sufrido quemaduras en las extremidades", dice Abrahamson.[48]
- John E. Heymer escribió en 1996 un libro titulado The Entrancing Flame (en inglés «La llama fascinante») en el cual, tras examinar varios casos, afirma haber llegado a la conclusión de que "las víctimas de combustión espontánea son personas solitarias que caen en trance inmediatamente antes de la incineración". Heymer sugiere que en estas personas con desequilibrios emocionales, un proceso psicosomático puede disparar una reacción en cadena liberando hidrógeno y oxígeno dentro del cuerpo, detonando una reacción en cadena de explosiones mitocondriales. Las teorías de Heymer han encontrado muy poco apoyo y considerables críticas, por ejemplo Ian Simmons, crítica el y los argumentos de Heymer de la siguiente manera: «Parece estar bajo la ilusión de que el hidrógeno y el oxígeno existen como gases en la mitocondria celular y por lo tanto vulnerables a la ignición, que de hecho, no es el caso».[46]

## Ejemplos notables

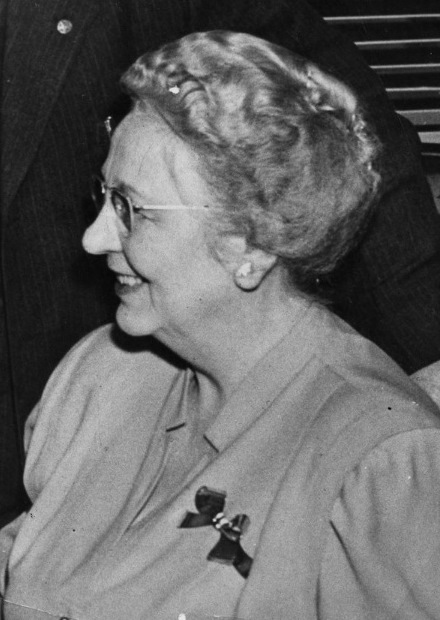
Mary Reeser

Uno de los primeros casos documentados fue el de Nicole Millet en 1725. La mujer tenía problemas de alcoholismo y en esta ocasión su marido fue acusado de su asesinato. 
Cornelia Bandi de Cesena, que en 1731, a la edad de sesenta y dos años, fue encontrada en su habitación casi completamente reducida a cenizas. De ella sólo quedaban tres dedos, la parte frontal del cráneo y las piernas. Ninguno de los muebles de la habitación estaba quemado, pero gran parte de ellos estaban cubiertos por una capa grasienta y maloliente. La disposición de las sábanas sugiere que la condesa se despertó en algún momento de la noche y no volvió a dormirse. Esta extraña historia se menciona en el prefacio del libro Casa desolada, del escritor británico Charles Dickens.
El 2 de julio de 1951, Mary Reeser, una mujer de 67 años, fue encontrada incinerada hasta la muerte en su casa después de que su casera se diera cuenta de que el pomo de la puerta de la casa estaba inusualmente caliente. La dueña notificó a la policía y al entrar a la casa encontraron los restos de Reeser completamente quemados hasta convertirse en cenizas, con solo una pierna restante. La silla en la que estaba sentada también fue destruida. Reeser tomaba pastillas para dormir y también fumaba. A pesar de su proliferación en la cultura popular, la investigación contemporánea del FBI descartó la posibilidad de que fuera un caso de SHC. Una teoría común era que estaba fumando un cigarrillo después de tomar pastillas para dormir y luego se quedó dormida mientras sostenía el cigarrillo encendido, lo que podría haber encendido su vestido, lo que finalmente la llevó a la muerte. Su nuera dijo: "El cigarrillo se le cayó en el regazo. Su grasa era el combustible que la mantenía ardiendo. El piso era de cemento y la silla estaba sola. No había nada a su alrededor para quemar".
Helen Conway, una mujer de 51 años, fue encontrada incinerada en su sillón, el 8 de noviembre de 1964, en Upper Darby, Pensilvania, a excepción de sus dos piernas intactas (tras una investigación, la foto fue tomada una vez que el torso había sido retirado por el personal de la ambulancia, y se cree que la combustión se produjo al quedarse dormida con el cigarrillo encendido, por lo que este caso no puede ser válido de ser C. H. E.).
Robert Francis Bailey, un vagabundo de 64 años, fue encontrado en un edificio abandonado de Lambeth, Londres, el 13 de septiembre de 1967. El oficial de bomberos Jack Stacey describiendo la escena, dice: "Él tenía una raja de cuatro o cinco pulgadas en el estómago donde se había abierto y las llamas salían de la raja del estómago, como un soplete".
Margaret Hogan, una viuda de 89 años que vivía sola en una casa en Prussia Street, Dublín, Irlanda, fue encontrada quemada casi hasta el punto de destrucción total el 28 de marzo de 1970. Las flores de plástico en una mesa en el centro de la habitación se habían reducido a líquido y un televisor con una pantalla derretida estaba a 12 pies del sillón en el que se encontraron los restos de ceniza; fuera de esos ejemplos, los alrededores estaban casi intactos. Sus dos pies y ambas piernas por debajo de las rodillas no sufrieron daños. Un pequeño fuego de carbón ardía en la chimenea cuando un vecino salió de la casa el día anterior; sin embargo, no se pudo encontrar conexión entre este fuego y el que causó la muerte de la Sra. Hogan. Una investigación, realizada el 3 de abril de 1970, registró la muerte por quemaduras, con la causa del fuego catalogada como "desconocida".
1977: Ginette Kazmierczak, madre soltera del pueblo lorenés de Uruffe, fue encontrada calcinada en su dormitorio. Sólo tenía intactos los brazos y las piernas.
El 24 de noviembre de 1979, durante, el fin de semana de Acción de Gracias, Beatrice Oczki, una mujer de 51 años, fue encontrada calcinada en su casa en el pueblo de Bolingbroke, Illinois, Estados Unidos.
Henry Thomas, un hombre de 73 años, fue encontrado quemado vivo en la sala de estar de su casa de Rassau en Ebbw Vale, Gales del Sur, en 1980. Todo su cuerpo estaba incinerado, dejando solo su cráneo y una parte de cada pierna debajo de la rodilla. Los pies y las piernas todavía estaban vestidos con calcetines y pantalones. La mitad de la silla en la que había estado sentado también quedó destruida. Los agentes forenses de la policía llegaron a la conclusión de que la incineración de Thomas se debió al efecto mecha.
El 8 de enero de 1985, Jacqueline Fitzsimon, adolescente británica, de 17 años se encontraba a las afueras del Halton Tecnical College, donde estudiaba cocina. De improviso manifestó sentirse mal y dijo tener una sensación “de fuego en la espalda”. Poco minutos después más de ocho personas la vieron comenzar a arder, sin ninguna explicación. Sus compañeros lograron apagar las llamas, que incluso habían invadido su cabello. Jacqueline fue llevada de emergencia al hospital con el 18% de su cuerpo lleno de graves quemaduras. Luego de 15 días de terapia intensiva, Jacqueline falleció producto de las heridas de quemadura.

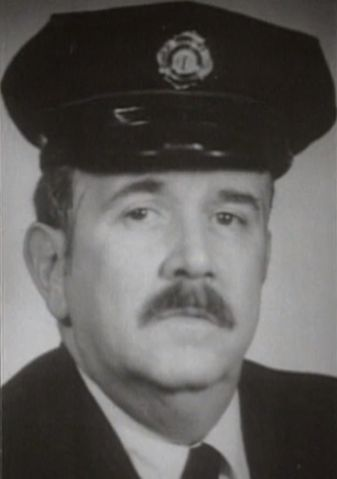
Bombero George I. Mott

El 26 de marzo de 1986, George Irving Mott un bombero jubilado de 58 años, murió quemado en su casa en las afueras de Crown Point, Nueva York. Su cuerpo fue consumido junto con el colchón en el que estaba acostado, un cráneo increíblemente reducido y un trozo de caja torácica. Los investigadores de incendios sugirieron que la muerte fue causada por un arco eléctrico que salió disparado de un tomacorriente y prendió fuego a Mott, o por una fuga de gas. Algunos creen que su alcoholismo y su tabaquismo excesivo podrían haber contribuido a ello; no llevaba su máscara de oxígeno y se encontraron cerillas apagadas cerca de la máquina de oxígeno.
Barry Soudain, de 44 años, fue encontrado calcinado el 28 de diciembre de 1987 en la cocina de su casa de Folkestone, Inglaterra. No había señales de combustible en la escena y la cocina en la que yacía permaneció indemne.
En diciembre de 2010, la muerte de Michael Faherty, un hombre de 76 años en el condado de Galway, Irlanda, fue registrada como "combustión espontánea" por el forense. El médico, Ciaran McLoughlin, hizo esta declaración en la investigación de la muerte: "Este incendio fue investigado a fondo y he llegado a la conclusión de que esto encaja en la categoría de combustión humana espontánea, para la cual no hay una explicación adecuada".
2013: se sospechó de un caso de combustión espontánea en Oklahoma, en el caso de Danny Vanzandt de 65 años que apareció calcinado en su cocina, pero se pensó más bien que había fumado y bebido mucho.
2020: el cadáver de una mujer de 55 años aparece parcialmente calcinado en su domicilio de Villiers-sur-Marne, en el Val-de-Marne, y la investigación concluye que se trata de un accidente doméstico.

### Crímenes
No es extraño que un criminal intente quemar a su víctima con la intención de encubrir el asesinato. Así, por ejemplo, en el caso de Nicolle Millet, su marido fue detenido y condenado en primera instancia. Al parecer, la policía sospechó inmediatamente de él al saber que mantenía una relación amorosa con una criada. Además, parte del cuerpo se encontró en la cocina, donde parte del suelo también había sido quemado.
El caso de la condesa von Görlitz también se engloba en esta categoría. En 1847, el conde Gorlitz llegó a casa (vivía en la región de Darmstadt) y no pudo encontrar a su esposa. Cuando se forzó la puerta de su habitación privada se halló su cuerpo parcialmente incinerado. La habitación había sufrido daños por el fuego y estaba desordenada, con una puerta y las ventanas rotas. También se halló que el escritorio se había quemado y su espejo se había roto. Las velas de la habitación también se habían fundido. Surgió la cuestión de si esta muerte (en una habitación aparentemente cerrada) había sido provocada por la combustión espontánea.
Tres años después un hombre llamado Stauff, antiguo sirviente de la condesa, fue acusado de su asesinato. Fue arrestado, juzgado y condenado. Stauff confesó que había ido a la habitación de la condesa y que al ver joyas y dinero allí sintió tentaciones. La condesa regresó inesperadamente y le sorprendió con las manos en la masa. En la subsiguiente pelea, Stauff la estranguló. Para encubrir su crimen, amontonó objetos combustibles sobre el escritorio y les prendió fuego. Su intención fue destruir toda la habitación.
1885: En Navidad, una mujer aparece calcinada en su cocina y su marido asfixiado (familia Rooney).

## Uso en la ficción
- En la novela "Redburn" de Herman Melville publicada en 1849, un marinero, Miguel Saveda, es consumido por una "combustión animal" mientras se encuentra en un estupor ebrio en el viaje de regreso de Liverpool a Nueva York.[78]
- En la novela "Casa desolada" de Charles Dickens, el personaje del Sr. Krook muere de combustión espontánea al final de la Parte X. Dickens investigó los detalles de varios relatos contemporáneos de combustión humana espontánea antes de escribir esa parte de la novela y, después de recibir la crítica de un amigo científico que sugiere que estaba perpetuando un "error vulgar", cita algunos de estos casos en la Parte XI y nuevamente en el prefacio de la edición de uno de los volúmenes.[79] La muerte del Sr. Krook ha sido descrita como "el caso de combustión humana espontánea más famoso de la literatura".[80]
- En la historia cómica "The Glenmutchkin Railway" de William Edmondstoune Aytoun, publicada en 1845 en Blackwood's Magazine, se dice que uno de los directores del ferrocarril, Sir Polloxfen Tremens, murió por combustión espontánea.[81]
- En el documental paródico de 1984 This Is Spınal Tap, sobre la banda ficticia de heavy metal Spinal Tap, se dice que dos de los ex bateristas de la banda murieron en el escenario en incidentes separados de combustión humana espontánea.[82]
- En el episodio "Confianza y paranoia" de la serie británica de ciencia ficción Red Dwarf, se dice que un personaje llamado "alcalde de Varsovia" explotó espontáneamente en el siglo XVI y el mismo aparece brevemente en una visión de un Lister inconsciente (el protagonista principal de la serie), durante la cual explota frente a Rimmer (su compañero holográfico de litera).[83]
- Al comienzo del videojuego Parasite Eve de 1998, toda una audiencia en el Carnegie Hall se quema espontáneamente (a excepción de Aya Brea, la protagonista del juego) durante una presentación de ópera mientras la actriz principal Melissa Pierce comienza a cantar.[84]
- Este fenómeno se menciona en los episodios "Soft Light",[85] "Fire"[86] y "Trevor"[87] de la serie de televisión The X-Files .[cita requerida]
- En el episodio "Heart Break" de la segunda temporada de la serie de televisión sobre procedimientos policiales de acción estadounidense NCIS, se investiga un caso en el que la víctima a primera vista parece haber muerto por combustión humana espontánea.[88]
- En el episodio "Duty Free Rome" de la segunda temporada de la serie de televisión Picket Fences, se muestra que el alcalde de la ciudad murió por combustión espontánea.[89]
- La serie de manga y anime Fire Force (En'en no Shōbōtai) se centra en los principales protagonistas que luchan contra los humanos que tienen este fenómeno.[90]
- En el cuarto episodio de la primera temporada de la serie dramática de comedia inglesa "Toast of London", Toast decide terminar su libro haciendo que el personaje principal entre en combustión espontánea. Al llevárselo a su agente literario, la pereza de su final la enfurece hasta el punto de la combustión espontánea frente a Toast.[91]
- La serie animada para adultos South Park dedicó un episodio completo, titulado "Combustión espontánea", a la combustión humana espontánea.[92]
- En el cuento de Kevin Wilson "Blowing Up on the Spot" (de su colección Tunneling to the Center of the Earth), los padres del protagonista murieron a causa de una "doble combustión humana espontánea".[93]
- En la película cómica estadounidense de humor negro  de 2020 "Spontaneous", los estudiantes de secundaria de Covington High comienzan a explotar inexplicablemente.[94]

- En el 10.º capítulo de la 3.ª temporada de Padre de Familia Peter Griffin es víctima de una combustión espontánea en la imaginación de Stewie.[95]